# Nuoto alla XX Universiade
Il nuoto alle Universiadi 1999 si è svolto dal 4 al 9 luglio a Palma di Maiorca e ha visto lo svolgimento di 34 gare, 17 maschili e 17 femminili.

## Medagliere
| Posizione | Paese       |    |   |   | Totale |
| --------- | ----------- | -- | - | - | ------ |
| 1         | Stati Uniti | 16 | 7 | 8 | 31     |
| 2         | Giappone    | 6  | 5 | 5 | 16     |
| 3         | Russia      | 3  | 2 | 2 | 7      |
| 4         | Australia   | 2  | 3 | 1 | 6      |
| 5         | Rep. Ceca   | 2  | 2 | 2 | 6      |
| 6         | Italia      | 1  | 7 | 1 | 9      |
| 7         | Romania     | 1  | 2 | 0 | 3      |
| 8         | Canada      | 1  | 1 | 3 | 5      |
| 9         | Spagna      | 1  | 0 | 2 | 3      |
| 10        | Sudafrica   | 1  | 0 | 1 | 2      |
| 11        | Ucraina     | 0  | 1 | 3 | 4      |
| 12        | Cina        | 0  | 1 | 2 | 3      |
| 13        | Francia     | 0  | 1 | 1 | 2      |
| 13        | Germania    | 0  | 1 | 1 | 2      |
| 14        | Israele     | 0  | 1 | 0 | 1      |
| 15        | Brasile     | 0  | 0 | 1 | 1      |
| 15        | Regno Unito | 0  | 0 | 1 | 1      |

## Podi

### Uomini
| Evento               | Oro                                                                         | Perform. | Argento                                                          | Perform. | Bronzo                                                               | Perform. |
| Stile libero         |                                                                             |          |                                                                  |          |                                                                      |          |
| 50 m                 | Aaron Ciarla                                                                | 22"73    | Dean Hutchinson                                                  | 22"91    | Ricardo Dornelas                                                     | 22"97    |
| 100 m                | Denis Pimankov                                                              | 50"29    | Mauro Gallo                                                      | 50"69    | Nicholas Folker                                                      | 50"77    |
| 200 m                | Mark Warkentin                                                              | 1'51"30  | Lionel Poirot                                                    | 1'51"38  | Dmitriy Chernyshev                                                   | 1'51"83  |
| 400 m                | Mark Warkentin                                                              | 3'53"41  | Andrea Righi                                                     | 3'56"12  | Denys Zavhorodniy                                                    | 3'57"27  |
| 800 m                | Mark Warkentin                                                              | 8'00"81  | Andrea Righi                                                     | 8'01"02  | Denys Zavhorodniy                                                    | 8'04"77  |
| 1500 m               | Andrea Righi                                                                | 15'25"83 | Mark Leonard                                                     | 15'28"06 | Daniel Vidal                                                         | 15'28"95 |
| Dorso                |                                                                             |          |                                                                  |          |                                                                      |          |
| 100 m                | Simon Thirsk                                                                | 55"97    | Keitaro Konnai                                                   | 56"04    | Atsushi Nishikori                                                    | 56"29    |
| 200 m                | Beau Wiebel                                                                 | 2'01"52  | Tate Blahnik                                                     | 2'01"70  | Greg Hamm                                                            | 2'01"73  |
| Rana                 |                                                                             |          |                                                                  |          |                                                                      |          |
| 100 m                | Andrey Perminov                                                             | 1'03"16  | Akira Hayashi                                                    | 1'03"17  | Sébastien Muff                                                       | 1'03"29  |
| 200 m                | Roman Makarov                                                               | 2'16"07  | Yoshiaki Okita                                                   | 2'16"12  | Andrey Perminov                                                      | 2'17"15  |
| Farfalla             |                                                                             |          |                                                                  |          |                                                                      |          |
| 100 m                | Adam Pine                                                                   | 53"81    | Burl Reid                                                        | 54"05    | Matthew Pierce                                                       | 54"27    |
| 200 m                | Jeffrey Somensatto                                                          | 1'58"69  | Aleksandr Gorgurakiy                                             | 2'00"58  | Philip Weiss                                                         | 2'00"71  |
| Misti                |                                                                             |          |                                                                  |          |                                                                      |          |
| 200 m                | Thomas Hannan                                                               | 2'04"42  | Philip Weiss                                                     | 2'04"67  | Takahiro Mori                                                        | 2'04"94  |
| 400 m                | Beau Wiebel                                                                 | 4'21"58  | Michael Halika                                                   | 4'21"78  | Takahiro Mori                                                        | 4'22"01  |
| Staffette            |                                                                             |          |                                                                  |          |                                                                      |          |
| 4x100 m stile libero | Australia Adam Pine Robert Wyllie Richard Upton Stephen Goudie              | 3'23"05  | Italia Andrea Beccari Simone Cercato Klaus Lanzarini Mauro Gallo | 3'23"60  | Stati Uniti Gabriel Woodward Eric Godsman Glenn Counts Gregory Busse | 3'24"16  |
| 4x200 m stile libero | Stati Uniti Eric Godsman David Hartzel Mark Leonard Mark Warkentin          | 7'27"33  | Ucraina                                                          | 7'28"49  | Italia Andrea Beccari Paolo Ghiglione Klaus Lanzarini Simone Cercato | 7'30"35  |
| 4x100 m misti        | Stati Uniti Matthew Ulrickson Jeremy McDonnell Matthew Pierce Gregory Busse | 3'42"75  | Russia                                                           | 3'42"99  | Giappone                                                             | 3'43"66  |

### Donne
| Evento               | Oro                                                               | Perform. | Argento                                                                      | Perform. | Bronzo           | Perform. |
| Stile libero         |                                                                   |          |                                                                              |          |                  |          |
| 50 m                 | Courtney Allen                                                    | 25"49    | Cristina Chiuso                                                              | 25"95    | Ana Belén Palomo | 26"05    |
| 100 m                | Lorena Diaconescu                                                 | 56"65    | Cassidy Maxwell                                                              | 57"04    | Courtney Allen   | 57"20    |
| 200 m                | Kim Black                                                         | 2'02"85  | Lorena Diaconescu                                                            | 2'02"98  | Meike Freitag    | 2'03"33  |
| 400 m                | Hana Černá                                                        | 4'14"14  | Jana Pechanová                                                               | 4'16"66  | Katie Zimbone    | 4'17"30  |
| 800 m                | Cara Lane                                                         | 8'42"52  | Jana Pechanová                                                               | 8'43"91  | Julie Varozza    | 8'46"83  |
| 1500 m               | Cara Lane                                                         | 16'32"04 | Julie Varozza                                                                | 16'33"92 | Hana Černá       | 16'35"56 |
| Dorso                |                                                                   |          |                                                                              |          |                  |          |
| 100 m                | Noriko Inada                                                      | 1'01"06  | Tomoko Hagiwara                                                              | 1'02"23  | Ilona Hlaváčková | 1'03"26  |
| 200 m                | Miki Nakao                                                        | 2'10"32  | Tomoko Hagiwara                                                              | 2'11"96  | Linda Riker      | 2'13"56  |
| Rana                 |                                                                   |          |                                                                              |          |                  |          |
| 100 m                | Amy Balcerzak                                                     | 1'09"54  | Amanda Beard                                                                 | 1'10"23  | Brooke Hanson    | 1'11"25  |
| 200 m                | Yuko Sakaguchi                                                    | 2'31"79  | Brooke Hanson                                                                | 2'32"23  | Amy Balcerzak    | 2'32"50  |
| Farfalla             |                                                                   |          |                                                                              |          |                  |          |
| 100 m                | Tomoko Hagiwara                                                   | 1'00"47  | Julia Ham                                                                    | 1'00"86  | Pang Ran         | 1'01"05  |
| 200 m                | María Pelaez                                                      | 2'12"34  | Pang Ran                                                                     | 2'12"51  | Noriko Maekawa   | 2'13"21  |
| Misti                |                                                                   |          |                                                                              |          |                  |          |
| 200 m                | Tomoko Hagiwara                                                   | 2'16"21  | Sabine Herbst                                                                | 2'17"54  | Elizabeth Warden | 2'18"06  |
| 400 m                | Hana Černá                                                        | 4'46"03  | Beatrice Căslaru                                                             | 4'48"52  | Corrie Murphy    | 4'49"99  |
| Staffette            |                                                                   |          |                                                                              |          |                  |          |
| 4x100 m stile libero | Stati Uniti Cassidy Maxwell Kim Black Alison Terry Courtney Allen | 3'47"98  | Italia Luisa Striani Cecilia Vianini Karina Vanni Cristina Chiuso            | 3'49"32  | Cina             | 3'49"75  |
| 4x200 m stile libero | Canada                                                            | 8'13"41  | Italia Luisa Striani Cecilia Vianini Beretta Cristina Chiuso                 | 8'18"11  | Regno Unito      | 8'19"52  |
| 4x100 m misti        | Giappone                                                          | 4'09"90  | Stati Uniti Sarabeth Schweitzer Amy Balcerzak Gina Panighetti Courtney Allen | 4'11"82  | Ucraina          | 4'15"06  |